# Raymond Rajaonarivelo
Raymond Rajaonarivelo (Antananarivo, 1949) is een Malagassisch filmregisseur. Rajaonarivelo studeerde filmografie in Parijs. In de jaren tachtig werkte hij als camera-assistent en maakte verschillende korte films. Dankzij zijn films Tabataba en Quand les étoiles rencontrent la mer wordt hij gerekend tot een van de belangrijkste hedendaagse Afrikaanse regisseurs.

## Filmografie
- 1978 : Izaho Lokanga Ianao Valiha
- 1980 : Babay Sa Lovohitra
- 1988 : Tabataba (vertoond op het Filmfestival van Cannes)
- 1994 : Le Jardin des Corps
- 1996 : Quand les étoiles rencontrent la mer
- 2005 : Mahaleo
- 2012 : Fragments de tambour

- Bibliothèque nationale de France: cb15565332m (data)
- International Standard Name Identifier: 0000 0001 1944 3272
- Library of Congress Control Number: no98131066
- Nationale Bibliotheek van Israël: 987007316177205171
- Système universitaire de documentation: 070436606
- Virtual International Authority File: 189510759